# Rhipidocephala quadrifaria
Rhipidocephala quadrifaria är en tvåvingeart som beskrevs av Hermann 1926. Rhipidocephala quadrifaria ingår i släktet Rhipidocephala och familjen rovflugor. Inga underarter finns listade i Catalogue of Life.